# Line Renaud
Line Renaud (Nieppe, 2 de julio de 1928) es una cantante, actriz y activista francesa contra el SIDA.

## Vida
Line Renaud nació como Jacqueline Ente en el Pont-de-Nieppe el 2 de julio de 1928. Su madre Simone era una taquimecanógrafa y su padre era un camionero durante la semana, pero tocaba la trompeta los fines de semana en una banda local. Line mostró las primeras señales de su talento durante la escuela primaria, cuando ganó a los siete años un concurso de aficionados. 
Durante la Segunda Guerra Mundial, el padre de Jacqueline fue trasladado, estando cinco años lejos de la familia. Durante este tiempo, Jacqueline estuvo criada por su madre, abuela y bisabuela. Su abuela tuvo una cafetería en Armentières, donde ella solía cantar para el paso de los soldados.

## Inicios de su carrera y reunión con Loulou Gasté

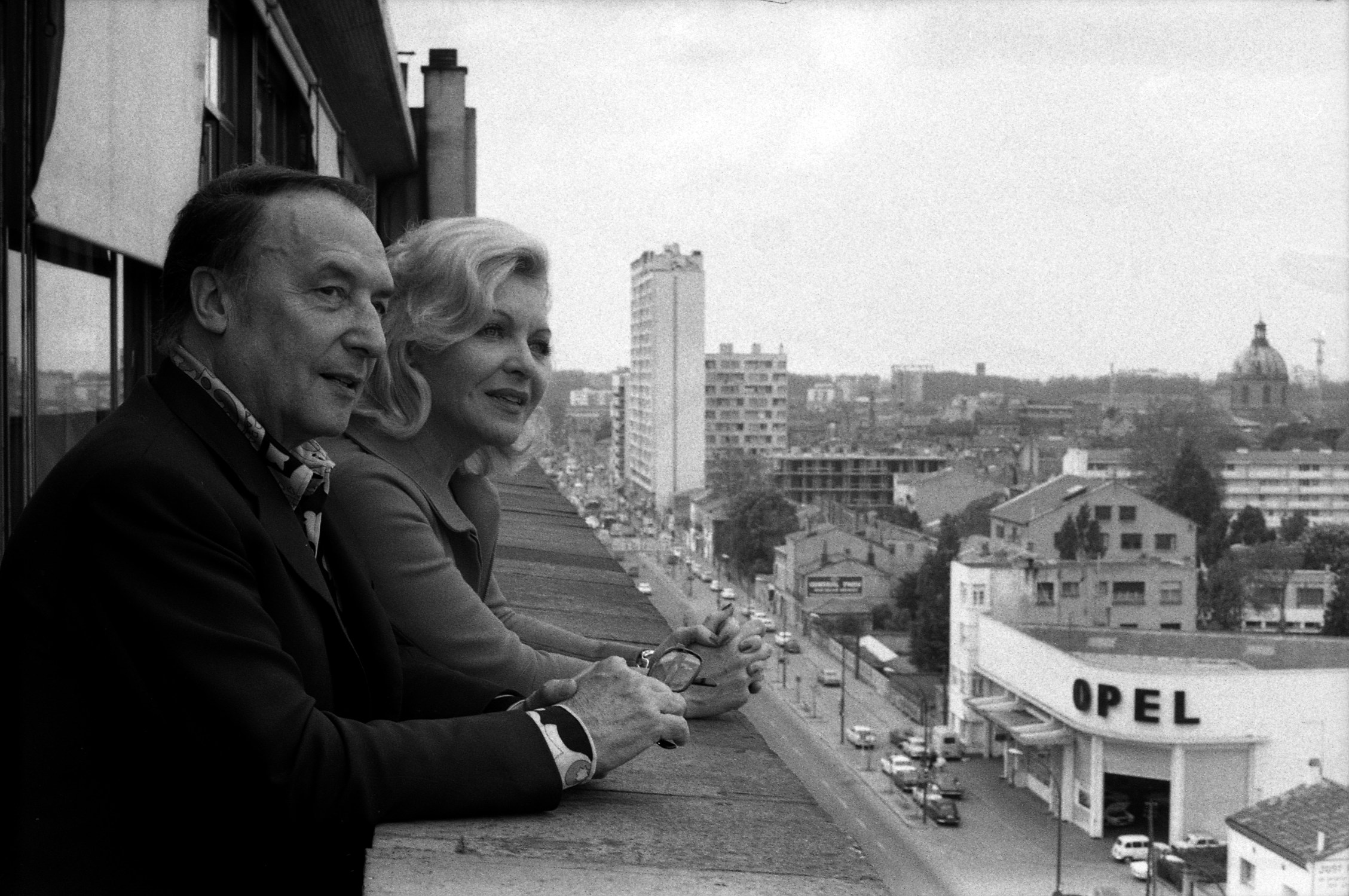
Exterior con vistas a los tejados de Toulouse. 5 de mayo de 1972. Primer plano de Loulou Gasté (compositor de canciones) en primer plano y su esposa, Line Renaud, apoyada en el balcón exterior de un edificio.

Hizo una prueba en el Conservatorio de Lille, cantando las canciones escritas por Loulou Gasté "Sainte-Madeleine" y "Mon âme au diable". Louis Gasté era en ese momento un conocido compositor francés. Al final de la audición, fue abordada por el director de Radio Lille que estaba buscando un cantante. Tomó el seudónimo de Jacqueline Ray y se unió a la estación cantando un repertorio de Loulou Gasté. En 1945, se trasladó a París y consiguió su primera actuación en Folies Belleville, donde conoció a Gasté, el cual se convirtió en su mentor, cambió su imagen y su nombre. Ella tenía 16 y Gasté 37 años.

## Carrera musical

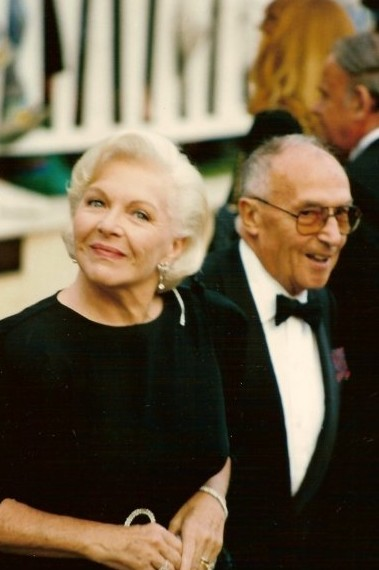
Line Renaud en 1990 en el Festival de Cannes con su marido Loulou Gasté.

Line Renaud hizo su debut nacional en la Radio Luxemburgo, cantando en un programa en la mañana del domingo. Después de firmar un contrato con Pathe Marconi,  graba «Ma Cabane au Canadá», escrito por Loulou Gasté, el cual ganó el Grand Prix du Disque. También cantó con Yves Montand en el Théâtre de l'Etoile, e hizo una gran gira en Europa y África y volvió a París para protagonizar en el ABC y grabar numerosas adaptaciones de canciones americanas como «Ma petite folie», «Etoile des neiges» y «Le chien dans la vitrine».
En 1954, mientras que se realiza en Moulin Rouge conoció a Bob Hope y, en consecuencia apareció en cinco episodios de The Bob Hope Show en EE. UU. Durante este viaje, también cantó en Waldorf Astoria (Nueva York) y en el Cocoanut Grove (Los Ángeles); a su vez apareció en los espectáculos de Johnny Carson, Dinah Shore y Ed Sullivan y grabó con Dean Martin la canción ‘Relax ay voo’.
En 1959, comenzó una carrera de cuatro años de "Plaisir de París" para Henri Varna y luego pasó a realizar en Las Vegas un espectáculo en Dunas de 1963 a 1965. En 1966 regresó a París y protagoniza un nuevo espectáculo en el casino de Paris, Desir de París. En 1968, regresó a Las Vegas para un número de rendimientos.  
De vuelta en Francia, en 1973 creó un espectáculo americano, que estuvo de gira durante dos años en todo el país. Luego ayudó al Casino de París, amenazado por el cierre, creando un show llamado ‘París – Line' con Loulou Gasté, el cual estuvo en cartelera durante cuatro años. 
En el 1980, protagonizó un espectáculo de televisión llamado Telle est Line para Antenne 2 y grabó canciones en inglés y francés. Luego de un año, en 1981, trabajó como oficial "guía" en el aire para Merv Griffin cuándo él grabó "The Merv Griffin Show" en París. En 1989, realizó una gira por Japón como parte de un festival que marcó el bicentenario de la Revolución Francesa.

## Películas
- 1951 – Ils sont dans les vignes (Robert Vernay)
- 1952 – París chante toujours (Pierre Montazel; música por Loulou Gasté)
- 1953 –La route du bonheur (Maurice Labro)
- 1953 - Boum sur París (Maurice de Canonge)
- 1955 – La Madelon (ganó el Premio del Prestige de la France)
- 1956 – Mademoiselle et son gang (Jean Boyer; la música escrita por Loulou Gasté)
- 1958 – L'Increvable and Mademoiselle et son flirt (Jean Boyer)
- 1988 – Marriage of Figaro  (Roger Coggio)
- 1990 – Ripoux contre Ripoux (Claude Zidi)
- 1994 – J'ai pas sommeil (Claire Denis)
- 1995 – Sixieme classique (Bernard Stora)
- 1995 – Ma femme me quitte (Didier Kaminka)
- 1998 – Louise et les marchés (Marc Rivière)
- 1999 – Belle maman (Gabriel Aghion)
- 2001 – Chaos (Coline Serreau)
- 2003 – 18 ans après (Coline Serreau)
- 2003 – Suzie Berton (Bernard Stora)
- 2004 – Le Miroir de l'eau (Edwin Baily)
- 2004 – Menteur! Menteuse! (Henry Helman)
- 2005 – Le Courage d'aimer  (Claude Lelouch)
- 2005 – Les Sœurs Robin
- 2005 – Les Rois maudits (Josée Dayan)
- 2006 – La Maison du Bonheur (Dany Boon)
- 2008 – Bienvenue chez les Ch'tis (Dany Boon)
- 2008 – Le Silence de l'Epervier (Dominique Ladoge)
- 2010 - Isabelle disparue (Bernard Stora)
- 2011 - La croisière (Pascale Pouzadoux)
- 2022 - Une belle course

## Teatro
- 1981 – Folle Amanda (Pierre Barillet y Jean-Pierre Grédy)
- 1986 – The Incomparable Loulou (Charles Nelson-Reilly) versión inglesa de Folle Amanda, interpretado en los EE. UU.
- 1991 – Pleins Feux (Didier Kaminka)
- 1995 – La visite de la vieille dame (Friedrich Dürrenmatt)
- 2002 – Poste restante (Noël Cobarde)
- 2007 – Fugueuses (Pierre Palmade, Christophe Duthuron)

## Vida personal
En 1950, se casó con Loulou Gasté hasta su muerte en 1995. En 2000, una Golden Palm Star en Palm Springs, el Palm Springs Walk of Stars fue dedicada a ella.

## Activismo de sida
En 1985, creó "l'Association des Artistes contra el Sida" y organizó eventos de arte televisados que le permitió recaudar fondos para ayudar a la investigación científica SIDA en Francia.
En 2009, bajo el cargo de Vicepresidente de Sidaction, condenó las declaraciones del Papa Benedicto XVI, que afirmaban condones promueven un comportamiento que causa el SIDA.